# Волосков, Андрей Алексеевич
Андрей Алексеевич Волосков — российский военнослужащий, гвардии лейтенант, Герой Российской Федерации (2024, посмертно). Сын Героя Российской Федерации Алексея Волоскова.

## Биография
Родился в Челябинске, его отец — офицер-танкист.
В 2018 году окончил Московское суворовское военное училище.
В 2023 году окончил Рязанское высшее воздушно-десантное командное училище с красным дипломом.
С сентября 2023 года участвовал в российском вторжении на Украину.

## Награды
Указом Президента Российской Федерации от 22 февраля 2024 года за мужество, отвагу и самоотверженность, проявленные при исполнении воинского долга, гвардии лейтенанту Волоскову Андрею Алексеевичу присвоено звание Героя Российской Федерации (посмертно) с вручением знака особого отличия — медали «Золотая Звезда».